# Kurpavillon (Kyselka)

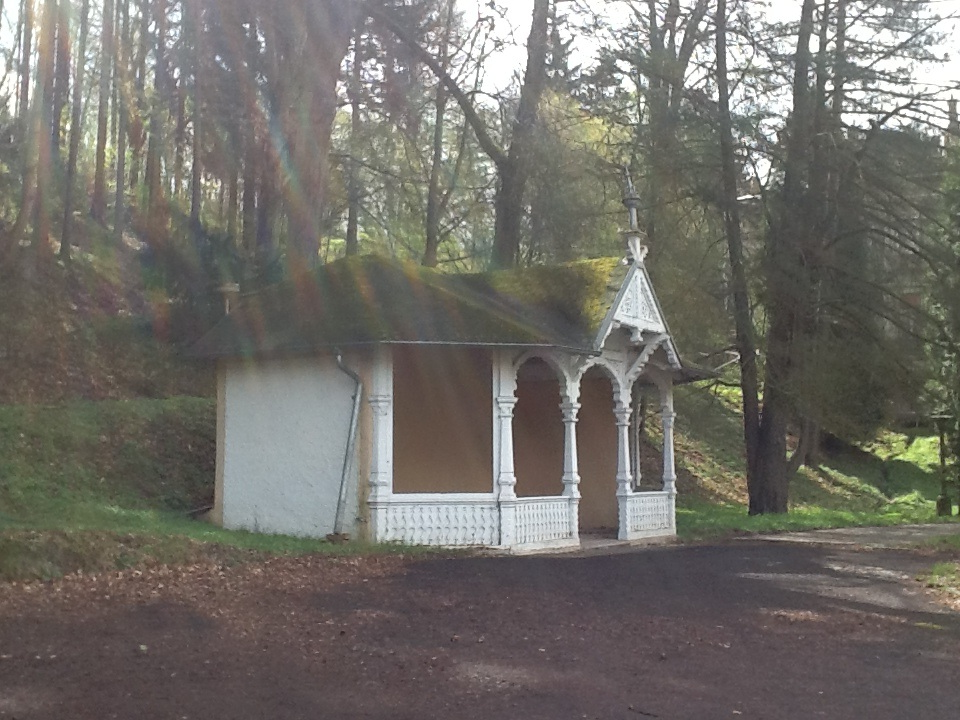
Der Kurpavillon im Jahr 2014

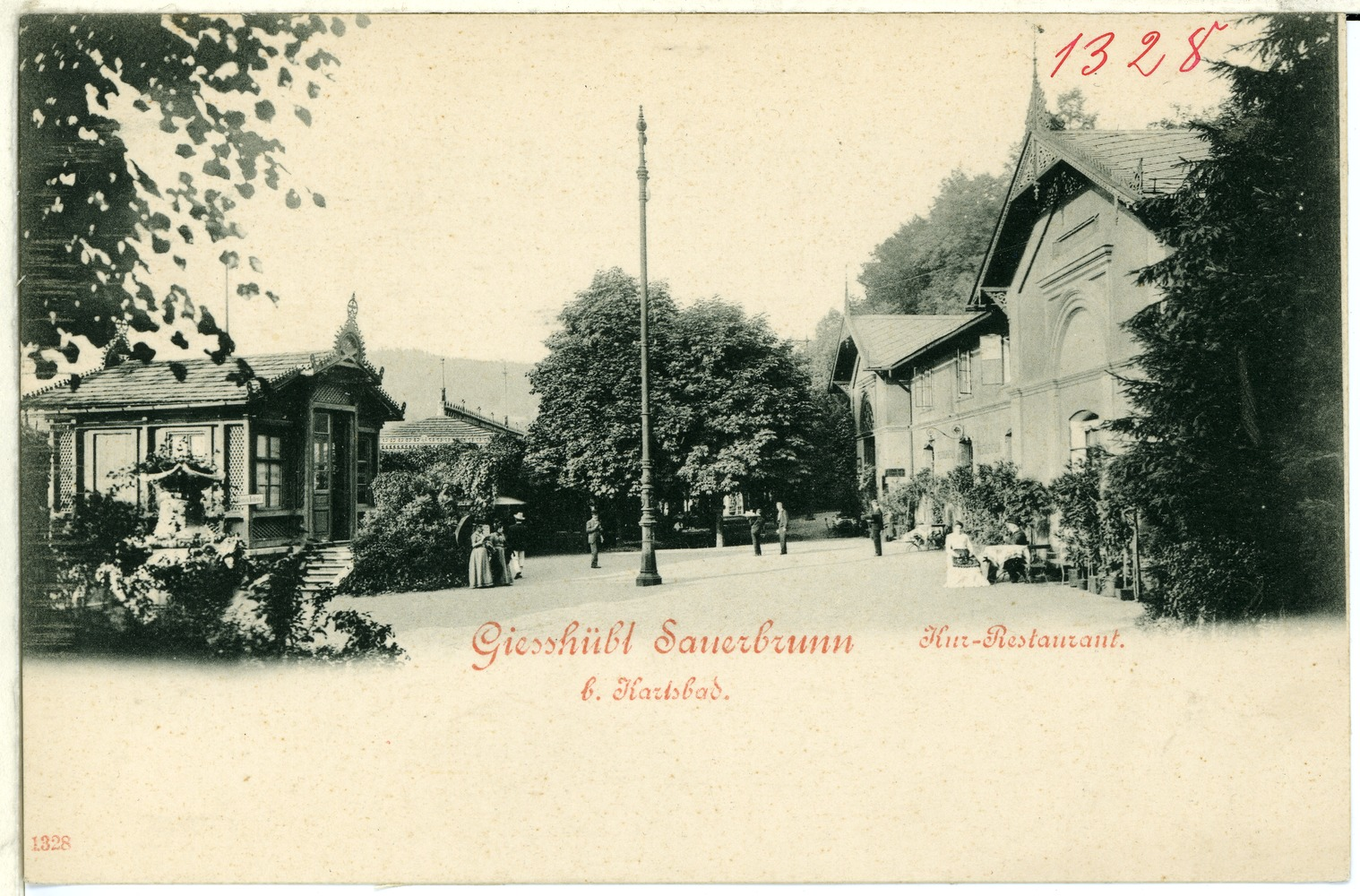
Ein ähnlicher Pavillon im Jahre 1899

Der Kurpavillon in Kyselka ist ein historischer hölzerner Gartenpavillon im ehemaligen tschechischen Kurort Kyselka zwischen dem früheren Terrassen-Café und der Villa Mattoni. Seit 2014 ist das Bauwerk eingetragenes Kulturdenkmal.

## Geschichte
Die genaue Bauzeit des Pavillons ist unbekannt. Vermutet wird, dass er früher Teil des Schlossparks war und zuerst regelmäßig von Heinrich von Mattoni und später von Gästen aus dem Kur-Restaurant benutzt wurde. Nach dem Zweiten Weltkrieg wurde der Pavillon neu gestrichen, blieb aber danach unberührt. Die schwindenden Kurgäste und die Schließung des Kaffeehauses ließen das Bauwerk verkommen. In den 1970er Jahren rettete eine kleine Besuchswelle mit Spenden den Zerfall des Holzpavillons, was bis heute den Erhalt gesichert hat.